# Papas andinas de la Quebrada de Humahuaca
Les Papas andinas de la Quebrada de Humahuaca (pommes de terre andines de la Quebrada de Humahuaca) sont une production traditionnelle de pommes de terre indigènes (papas nativas) de la région de la Quebrada de Humahuaca (province de Jujuy, Argentine). Cette production figure parmi les pommes de terre répertoriées par l'Arche du goût (fondation Slow Food) pour assurer leur promotion et les sauver de l'extinction.
La culture et la commercialisation de ces pommes de terre (de la sous espèce Solanum tuberosum subsp. andigena), ainsi que d'autres tubercules andins comme l'ulluque ou papa lisa (Ullucus tuberosus) et l'oca (Oxalis tuberosa), sont assurées par une coopérative agricole, la Cooperativa agropecuaria y artesanal Unión Quebrada y Valles (C.A.U.Que.Va.), fondée en 1996, qui regroupe tous les agriculteurs de la vallée.
C'est une production qui s'inscrit dans un projet de développement qui vise à améliorer la condition de paysans pauvres, appartenant à l'ethnie Kolla, en valorisant des pommes de terre andines jusqu'alors cultivées exclusivement pour l'autoconsommation, et en préservant les ressources génétiques que représentent les très nombreuses variétés cultivées ancestralement. Ce projet est appuyé par l'organisation Slow Food, qui a retenu en particulier cinq variétés cultivées entre 2100 et 3 800 mètres d'altitude : la papa azul (cylindrique, à peau bleu foncé piquetée de blanc et chair jaune), la señorita (de forme irrégulière à chair blanche striée de rose et peau jaunâtre), la cuarentilla (à peau rosée et chair blanche); la tuni morada (à peau sombre et chair blanche), la chacarera (arrondie, à chair blanche marquée de trace violettes lorsqu'elle est cultivée au-dessus de 3 000 mètres).   